# Los Alamos (Kalifornia)
Los Alamos – jednostka osadnicza w Stanach Zjednoczonych, w stanie Kalifornia, w hrabstwie Santa Barbara.